# Opalony Wierch

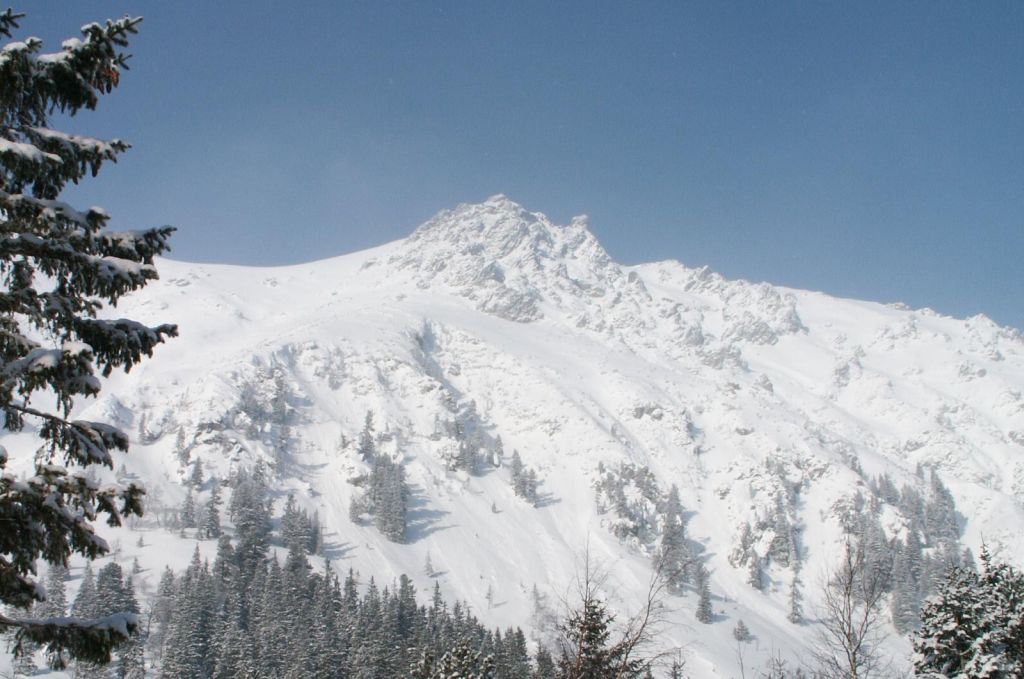
Opalony Wierch – widok znad Morskiego Oka

Opalony Wierch (słow. Opálený vrch, niem. Brandkoppe, węg. Opalone-hegy) – szczyt o dwóch wierzchołkach (2115 m i 2105 m) położony w długiej północno-wschodniej grani Szpiglasowego Wierchu w polskich Tatrach Wysokich. Od wierzchołka Miedzianego oddziela go Marchwiczna Przełęcz (2055 m). Z niższego (północnego) wierzchołka odchodzą dwie granie obejmujące dolinę Świstówka Roztocka (Świstówkę). Krótsze ramię, odchodzące w kierunku Doliny Pięciu Stawów Polskich, zakończone jest Świstową Czubą (1764 m). Prawa grań o długości ok. 3,0 km tworzy trawiasty grzbiet Opalonego. Grań zakończona jest Roztocką Czubą (1426 m), niewielkim zalesionym szczytem górującym nad Wodogrzmotami Mickiewicza. Zbocza góry poprzecinane są licznymi żlebami, którymi schodzą potężne lawiny. Największe z nich to Głęboki Żleb, Żleb Żandarmerii i Biały Żleb.
Miedziane i Opalony Wierch znajdują się na obszarze ochrony ścisłej. Są ostoją kozic i miejscem występowania niedźwiedzi. Nazwa Opalone była używana już w XVIII wieku.
Szczyt był od dawna odwiedzany przez górali. Nieznane jest pierwsze wejście turystyczne latem. Najstarsze odnotowane wejście zimowe – podczas przejścia granią na Miedziane – Henryk Bednarski, L. Michalski 17 kwietnia 1911 r. Drugiego zimowego wejścia na Opalony Wierch mieli dokonać w 1911 Tadeusz Korniłowicz i Mariusz Zaruski.
Z rzadkich roślin występują skalnica odgiętolistna, przymiotno węgierskie i saussurea wielkogłowa – gatunki w Polsce występujące tylko w Tatrach i to na nielicznych stanowiskach. Jest także również rzadka sosna drzewokosa (mieszaniec sosny zwyczajnej z kosodrzewiną).

## Turystyka
Przez stoki Opalonego prowadzi niebieski szlak turystyczny, łączący Dolinę Rybiego Potoku z Doliną Pięciu Stawów Polskich. Szlak (nazywany zazwyczaj „przez Świstówkę”), przecinając żleby, prowadzi zboczem Opalonego na położoną na jego grzbiecie rówień zwaną Równią nad Kępą lub Wolarnią (1706 m). Dalej schodzi na dno Świstówki Roztockiej, by znów wznieść się pod wierzchołek Świstowej Czuby, skąd schodzi się przez Niżnią Kopę i brzegiem Przedniego Stawu do schroniska w Dolinie Pięciu Stawów Polskich. Szlak nie nastręcza zbytnich trudności, jednak zimą jest niebezpieczny z uwagi na możliwość zejścia lawin (zimą najczęściej jest zamknięty). Do 1958 r. prowadził w sąsiedztwie przepaści, ale zmieniono jego przebieg, odsuwając od Siodła w kierunku Kopy i tym samym oddalając od urwisk.